# Řád rytířů sv. Jiří z Alfamy

Znak řádu

Řád rytířů sv. Jiří z Alfamy (katalánsky Orde de Sant Jordi d'Alfama) byl rytířský řád založený roku 1201 aragonským králem Petrem II., získal papežské svolení až roku 1363, byl uznán až v roce 1373 a již roku 1399 byl vzdoropapežem Benediktem XIII. sloučen s Řádem rytířů z Montesy.
Sídlem řádu byl hrad sv. Jiří v Alfamě (dnes součást Lisabonu). Řehole řádu byla augustiniánská. Jeho úkolem byl boj proti Maurům a ve 13. století se účastnili znovudobytí Valencie. Posláním řádu bylo chránit katalánské pobřeží před muslimskými piráty. Za vlády kastilského krále Alfonse VIII. bojovali na Baleárách a v bitvě u Las Navas de Tolosa. Řád neměl nikdy mnoho členů, např. v roce 1372 se udává pouze šest rytířů.
Symbolem řádu byl červený řecký kříž v stříbrném poli.

## Velmistři řádu
1. Joan d'Almenara (1201–1213)
2. Guillém Auger (1225)
3. Guillém de Cardona (1229)
4. Guerau de Prat (1233–1238)
5. Arnau de Castellvell (1244–1254)
6. Ramón de Guardia (1286)
7. Bernat Gros (1288–1303)
8. Domingo de Beri (1306)
9. Pere Guacs (1307–1312)
10. Jaume de Tarrega (1317–1327)
11. Pere Guacs (1327–1331)
12. Guillém Vidal (1337–13399
13. Humbert Sescort (1341–1355)
14. Guillém Castel (1365–1385)
15. Cristóbal Gómez (1387–1394)
16. Francesc Ripollés (1394–1400)